# Cookinseln
Die Cookinseln (englisch Cook Islands, rarotonganisch Kūki 'Āirani; weitere Bezeichnungen: Cook-Archipel, Mangaia-Archipel, Hervey-Inseln) sind ein unabhängiger Inselstaat in „freier Assoziierung mit Neuseeland“ und eine Inselgruppe im südlichen Pazifik. Ihre Fläche beträgt 236,7 km² und sie haben 14.987 Einwohner (Stand 2021), die zum größten Teil den Cook Islands Māori zuzurechnen sind. Die Hauptstadt ist Avarua auf der Insel Rarotonga.

## Territorium und physische Geographie
Die Cookinseln liegen in der Mitte des polynesischen Dreiecks. Um die Inselgruppen herum befinden sich im Norden Kiribati mit den Phoenixinseln und den Line Islands. Im Uhrzeigersinn östlich liegen die zu Französisch-Polynesien gehörigen Gesellschaftsinseln und die Austral-Inseln, westlich schließen sich Niue, Amerikanisch-Samoa, Samoa und Tokelau an.
Die Cook-Inseln umfassen 15 Inseln mit einer Landfläche von 236,7 km². Ihre ausschließliche Wirtschaftszone umfasst 1.969.553 km² Meeresfläche. Die Cookinseln teilen sich in eine südliche Gruppe mit der Hauptinsel Rarotonga und den Inseln bzw. Inselgruppen Aitutaki, Atiu, Mangaia, Manuae, Mauke, Mitiaro und Takutea sowie eine nördliche Gruppe mit den Inseln Manihiki, Nassau, Penrhyn, Pukapuka, Rakahanga und Suwarrow. Das geographisch zur südlichen Gruppe gehörende Atoll Palmerston wird für statistische Belange der nördlichen Gruppe zugerechnet. Die nördliche Gruppe wird in der älteren Literatur auch als Manihikiinseln oder Roggeveen-Archipel bezeichnet. In der Sprache der Māori wurde die nördliche Gruppe Te pa enua tokerau und die südliche Te pa enua i raro nei genannt.
Bei den Inseln der Nordgruppe handelt es sich überwiegend um Atolle. Sie sind niedrig und durch Korallenriffe schwer zugänglich. Die übrigen Inseln sind vulkanischen Ursprungs, bis über 600 Meter hoch und mit üppiger Vegetation bedeckt. Hier gedeihen Kokospalmen, Brotfruchtbaum und Pisang.
| Karte | Sat-Bild | Insel      | Fläche km² | Bevölkerung 2021 | Anmerkung                                                                                             |
| ----- | -------- | ---------- | ---------- | ---------------- | --- |
|       |          | Rarotonga  | 67,1 km²   | 10.863 Einwohner | Hauptinsel; größte und bevölkerungsreichste der 15 Cookinseln                                         |
|       |          | Aitutaki   | 18,3 km²   | 01.776 Einwohner | |
|       |          | Atiu       | 26,9 km²   | .00382 Einwohner | alternativer Name: Enuamanu                                                                           |
|       |          | Mangaia    | 51,8 km²   | .00471 Einwohner | zweitgrößte der Cookinseln                                                                            |
|       |          | Manihiki   | 05,4 km²   | .00207 Einwohner | Spitzname: Insel der Perlen                                                                           |
|       |          | Manuae     | 06,2 km²   | .000unbewohnt    | wird von Aitutaki aus verwaltet                                                                       |
|       |          | Mauke      | 18,4 km²   | .00249 Einwohner | |
|       |          | Mitiaro    | 22,3 km²   | .00155 Einwohner | alternativer Name: Nukuroa                                                                            |
|       |          | Nassau     | 01,3 km²   | .00092 Einwohner | wird von Pukapuka aus verwaltet                                                                       |
|       |          | Palmerston | 02,1 km²   | .00025 Einwohner | einheimischer Name: Pamati alle Einwohner sind Nachkommen des Engländers William Marsters (1831–1899) |
|       |          | Penrhyn    | 09,8 km²   | .00230 Einwohner | einheimischer Name: Tongareva                                                                         |
|       |          | Pukapuka   | 01,3 km²   | .00456 Einwohner | gemeinsames Island Government mit Nassau                                                              |
|       |          | Rakahanga  | 04,1 km²   | .00081 Einwohner | einheimischer Name: Tapuahua                                                                          |
|       |          | Suwarrow   | 00,4 km²   | .000unbewohnt    | wird von Pukapuka aus verwaltet                                                                       |
|       |          | Takutea    | 01,3 km²   | .000unbewohnt    | wird von Atiu aus verwaltet                                                                           |

## Bevölkerung

### Demografie
Im Jahr 2021 hatten die Cookinseln laut dem Zensus insgesamt 14.987 Einwohner. Von diesen waren etwa 25 Prozent jünger als 15 Jahre, 58 Prozent waren zwischen 15 und 59 Jahren alt und rund 17 Prozent hatten ein Alter von 60 Jahren oder darüber. Das Medianalter der Bevölkerung lag bei 34,6 Jahren. Der Großteil der Bevölkerung, 72,5 %, lebt auf der Hauptinsel Rarotonga mit der Hauptstadt Avarua, weitere 20,2 % leben auf den anderen Inseln der südlichen Gruppe und 7,3 % der Einwohner leben auf der nördlichen Inselgruppe (Daten für 2021). Die Bevölkerung der Cookinseln ist in den Jahren von 2016 bis 2021 durchschnittlich um 0,2 % pro Jahr gewachsen. Die UN prognostizierte 2022 eine ungefähr gleich bleibende Bevölkerung mit einem durchschnittlichen Bevölkerungswachstum von 0,16 % pro Jahr in den nächsten 20 Jahren.
| Bevölkerungsentwicklung der Cookinseln | Bevölkerungsentwicklung der Cookinseln | Bevölkerungsentwicklung der Cookinseln | Bevölkerungsentwicklung der Cookinseln |
| Jahr | Einwohnerzahl                          | Jahr                                   | Einwohnerzahl                          |
| --- | -------------------------------------- | -------------------------------------- | -------------------------------------- |
| 1902 | 08.213                                 | 1971                                   | 21.322                                 |
| 1906 | 08.518                                 | 1976                                   | 18.126                                 |
| 1911 | 08.655                                 | 1981                                   | 17.743                                 |
| 1916 | 08.805                                 | 1986                                   | 16.593                                 |
| 1921 | 09.459                                 | 1991                                   | 17.518                                 |
| 1926 | 10.082                                 | 1996                                   | 18.034                                 |
| 1936 | 12.246                                 | 2001                                   | 14.990                                 |
| 1945 | 14.088                                 | 2006                                   | 15.324                                 |
| 1951 | 15.079                                 | 2011                                   | 14.974                                 |
| 1956 | 16.680                                 | 2016                                   | 14.802                                 |
| 1961 | 18.378                                 | 2021                                   | 14.987                                 |
| 1966 | 19.247                                 |                                        |                                        |
| bis 1981: Total population (einschließlich Besucher) ab 1986: Resident population (ansässige Bevölkerung) Quellen: Cook Islands Census Reports |                                        |                                        |                                        |

### Sprachen, Ethnien und Religionen
Die beiden Amtssprachen der Cookinseln sind Englisch und seit 2003 auch Cook Islands Māori (auch Rarotonganisch). Weitere Sprachen sind Pukapukanisch, Penrhyn und Rakahanga-Manihiki. Im Jahr 2021 waren 77,4 % der Bevölkerung reine Cookinseln-Māori, weitere 8,3 % stammten teilweise von Cookinseln-Māori ab, die restlichen 14,3 % waren anderer ethnischer Herkunft.
Als Folge des Wirkens europäischer Missionare ab 1823 wurde das Christentum zur am meisten verbreiteten Religion. Laut der Volkszählung von 2021 gehörten 43,1 % der Einwohner der protestantischen Cook Islands Christian Church, 16,7 % der katholischen Kirche, 8,3 % den Adventisten, 5,7 % den Pfingstgemeinden (Assembly of God/Apostolic Church), 3,9 % den Mormonen und 2,2 % den Zeugen Jehovas an. Der Anteil sonstiger Konfessionen machte 4,5 % aus, während 15,6 % entweder konfessionslos waren oder bei dieser Frage keine Angabe gemacht hatten.

### Gesundheit
Laut der WHO haben 50,8 % der Bevölkerung einen Body-Mass-Index über 30 und gelten damit als schwer übergewichtig und krankhaft fettleibig. Die Cookinseln haben damit von allen Ländern und Territorien weltweit die zweithöchste Verbreitung von Adipositas in der Bevölkerung.
Um die Bevölkerung vor dem Coronavirus zu schützen, waren lange Zeit strenge Einreise- und Quarantänebestimmungen in Kraft. Nach Lockerung dieser Regelungen wurde am 13. Februar 2021 die erste Coronainfektion registriert. Insgesamt gab es bisher über 6000 Infektionen und einen Todesfall. Die Impfquote der erwachsenen Bevölkerung liegt bei 99 %.

## Geschichte
Die Cookinseln wurden vermutlich im 9. Jahrhundert durch Polynesier von den Gesellschaftsinseln und Samoa aus entdeckt und besiedelt. Der erste europäische Kontakt mit den Cookinseln wird auf das Jahr 1595 datiert, als der Spanier Alvaro de Mendaña de Neyra auf der nördlichen Insel Pukapuka landete. Im Jahr 1606 landeten Spanier unter dem Portugiesen Pedro Fernández de Quirós auf Rakahanga. Die Briten erreichten erst im Jahr 1764 die Insel Pukapuka und nannten diese Danger Island, da es ihnen nicht gelang, an Land zu gehen.
Zwischen 1773 und 1779 suchte James Cook mehrfach die südlichen Inseln des Archipels auf, ohne dabei Rarotonga, die Hauptinsel, zu Gesicht zu bekommen. Kapitän William Bligh landete mit der Bounty 1789 auf Aitutaki. Er war es, der den Brotfruchtbaum auf die Cookinseln brachte. James Cook gab der ersten Insel Manuae, auf der er landete, den Namen Hervey Islands. Der Name Cookinseln für den ganzen Archipel wurde vom deutschbaltischen Admiral Adam Johann von Krusenstern bei seiner Weltumrundungsexpedition zu Ehren des Seefahrers James Cook vergeben und erschien zum ersten Mal in einer russischen Seekarte zu Beginn des 19. Jahrhunderts.
Im September/Oktober des Jahres 1813 landeten die ersten europäischen Beamten mit dem Schiff Endeavour auf den Cookinseln. Danach, im Jahr 1814, kam die Cumberland mit Händlern via Neuseeland und Australien, um Sandelholz zu suchen. Es gab auf Rarotonga keines, doch die Schiffsbesatzung heuerte Insulaner zum Abbau von Noni-Bäumen an. Als angeblich oder tatsächlich die Seefahrer den Kokosnussvorrat eines Häuptlings plünderten, wurden viele von ihnen getötet, unter ihnen auch die europäische Mätresse des Kapitäns, Ann Butchers. Sie wurde verspeist und ihre Gebeine wurden in Muri beigesetzt. Sie gilt bis dato als einzige weiße Frau, die auf der Insel von Kannibalen getötet und verspeist wurde.
Die Inseln wurden 1888 vom Vereinigten Königreich „unter Schutz gestellt“. Sie sind der erste Staat, in dem Frauen zur Wahl gingen. Zwar wurde das allgemeine Wahlrecht offiziell erst drei Tage nach dem New Zealand Election Act garantiert, aber die Frauen von Rarotonga wählten schon am 14. Oktober 1893, vor den Neuseeländerinnen. 1900 wurden die Cookinseln vom Vereinigten Königreich annektiert. Ab dem Jahr 1901 waren die Inseln administrativ Neuseeland zugeordnet und unterstanden einem Resident Commissioner (ortsansässigen Regierungsbeauftragten), der durch die neuseeländische Regierung ernannt wurde. 1946 wurde ein örtlicher Legislativ-Rat (Legislative Council) eingerichtet, der zunächst nur beratende Funktion hatte. Ab 1957 existierte eine gewählte Legislativversammlung, die nach und nach Kompetenzen gewann. Mit dem 4. August 1965 erhielten die Cookinseln die volle Selbständigkeit mit gewählter Regierung sowie eigenem Premierminister. Die Inselbewohner behielten jedoch die neuseeländische Staatsangehörigkeit. Neuseeland erhielt das Recht, „auf Anfrage der Regierung der Cookinseln“ diese außenpolitisch zu vertreten und deren Verteidigung zu gewährleisten. Neuseeland finanzierte auch weiter einen Teil des Haushalts.
Anfang März 2019 wurden Überlegungen bekannt, wonach sich die Inseln einen traditionelleren polynesischen Namen geben wollten. Ersten Vorschlägen nach soll, wie schon beim Referendum hierzu 1994, der Name „Avaika Nui“ eine Favoritenstellung einnehmen.

## Politik

### Politisches System
Die Cook-Inseln sind eine repräsentative parlamentarische Demokratie nach dem Westminster-System.

#### Völkerrechtlicher Status
Der völkerrechtliche Status der Cookinseln ist besonderer Natur. Die Cookinseln sind ein unabhängiger Staat in „freier Assoziierung mit Neuseeland“ (vgl. auch Niue). Dieser Status wurde von den Cookinseln in einem Akt der Selbstbestimmung gewählt, der von den Vereinten Nationen in Übereinstimmung mit Resolution 1514 (XV) der Generalversammlung überwacht und gebilligt wurde. Die Cookinseln regieren sich selbst. Ihre Rechtsordnung ist getrennt und unabhängig von der Neuseelands. Die gesetzgebende und ausführende Gewalt unterliegt keinen Beschränkungen durch Neuseeland. Eine eigene Staatsangehörigkeit der Cookinseln besteht allerdings nicht; die Einwohner des Landes sind Bürger Neuseelands. Jedoch gibt es nach der Verfassung der Cookinseln den rechtlichen Status des „permanenten Bewohners“ (permanent resident), der an die Geburt auf den Cookinseln und den Status der Eltern gebunden ist. Als Währung existiert der an den Neuseeland-Dollar gekoppelte Cookinseln-Dollar.

#### Legislative
Ein Parlament (rarotonganisch Pāremeta te Kuku Airani) aus 24 Mitgliedern wird alle vier Jahre gewählt. Ein Sprecher und stellvertretender Sprecher stehen ihm vor. Es wählt und kontrolliert den Premierminister und sein Kabinett. Seine Arbeit bereitet es in diversen Ausschüssen vor, die aus fünf bis sieben Abgeordneten bestehen und Themen wie Handel, Bildung und Finanzen bearbeiten.
Eine beratende Rolle hat das House of Ariki (rarotonganisch Are Ariki), das zu Themen berät, die ihm vom Parlament vorgelegt werden, und dazu Empfehlungen abgibt. Es besteht aus Häuptlingen der verschiedenen Inseln, die vom Vertreter des Königs ernannt werden.
Als Teil des britischen Commonwealth gibt es auf den Cook-Inseln einen Vertreter des Königs (King’s Representative), der die Funktion eines Generalgouverneurs übernimmt. Er hat vor allem eine repräsentative Rolle, da er im Wesentlichen auf Empfehlungen des Parlaments und des Premiers tätig wird.

#### Judikative
Es gibt einen Obersten Gerichtshof (High Court of the Cook Islands), dessen Oberster Richter (chief justice) vom Generalgouverneur ernannt wird. Berufungen gegen dessen Urteile können formal beim König eingereicht werden.

#### Exekutive
Die Regierung besteht aus dem Premierminister und seinem Kabinett, welches (Stand 2022) aus seinem Stellvertreter und vier weiteren Ministern besteht, denen diverse Fachbehörden unterstehen.

#### Verwaltungsgliederung
Die lokale Selbstverwaltung besteht aus zehn Island Governments (rarotonganisch Kavamani Enua) für die bewohnten Inseln außer Rarotonga. Dabei werden die Inseln Pukapuka und Nassau unter einem gemeinsamen Island Government zusammengefasst.

### Politikfelder

#### Außenpolitik
Aufgrund einer Vereinbarung von 1973 hat Neuseeland im Rahmen eines Konsultationsmechanismus Aufgaben der Außenvertretung und der Sicherheitspolitik übernommen. Das Assoziierungsverhältnis steht dem Abschluss völkerrechtlicher Vereinbarungen durch die Cookinseln nicht entgegen. Derartige Vereinbarungen sind bilateral und multilateral getroffen worden. Das Assoziierungsverhältnis mit Neuseeland hat sich seit 1965 fortentwickelt.
Seit 1971 sind die Cookinseln Mitglied des Pacific Islands Forum. Im Commonwealth of Nations sind sie assoziiertes Mitglied; sie sind aber nicht Mitglied der Vereinten Nationen. Die Cookinseln sind Mitglied der Alliance of Small Island States (AOSIS).

#### Internationale Anerkennung
Deutschland hat die Cookinseln im März 2001 als eigenständigen Staat anerkannt. Diplomatische Beziehungen zwischen beiden Ländern wurden am 11. September 2001 aufgenommen. Auf den Cookinseln selbst gibt es nur ein Honorarkonsulat. Der deutsche Botschafter in Wellington ist aber auch auf den Cookinseln akkreditiert.

Staaten mit diplomatischen Beziehungen zu den Cookinseln
Staaten mit nur konsularischen Beziehungen zu den Cookinseln
Die Cookinseln

Folgende 52 Staaten haben die Cookinseln als eigenständigen Staat anerkannt und diplomatische Beziehungen aufgenommen:

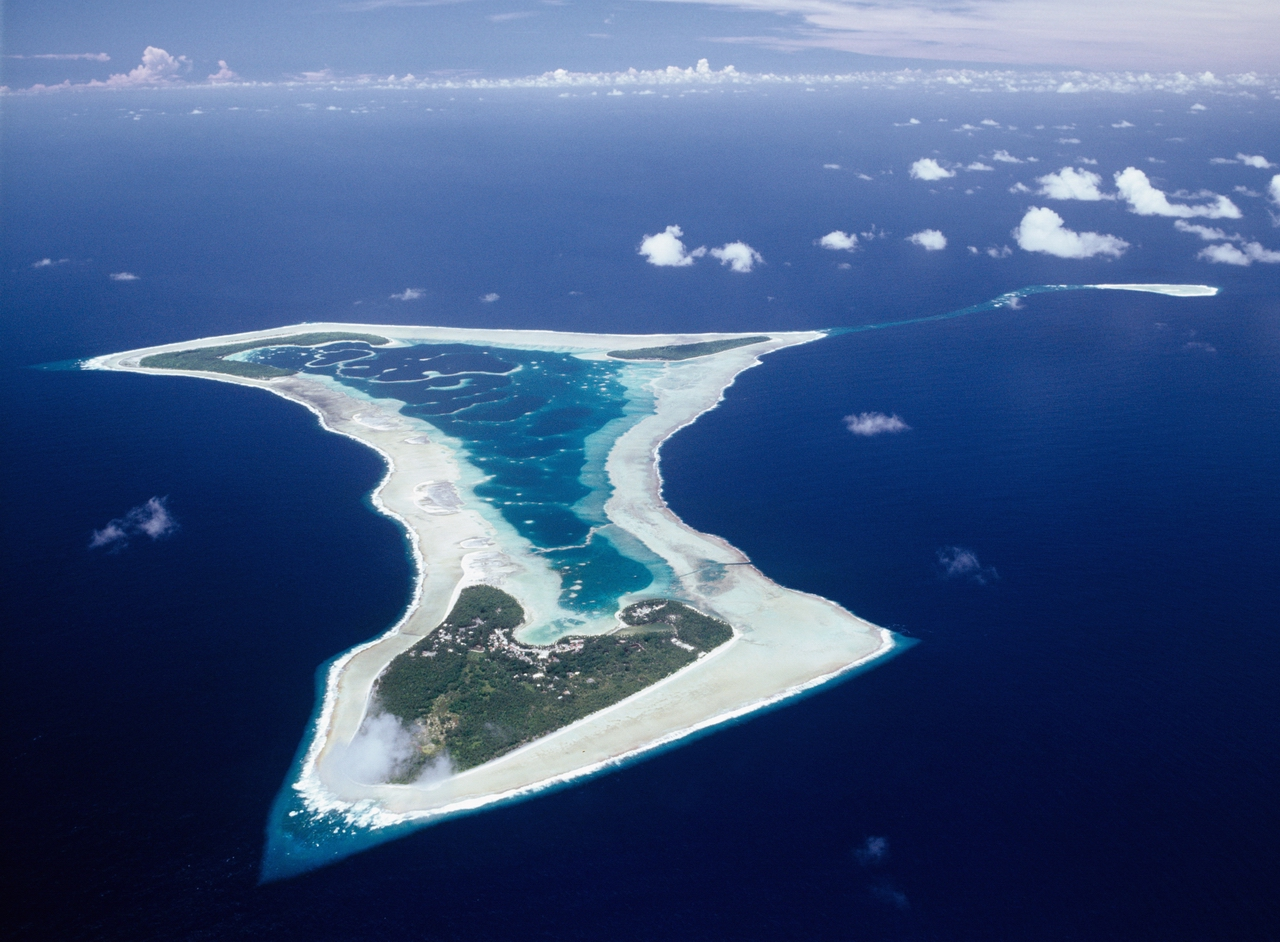
Die Insel Pukapuka von oben

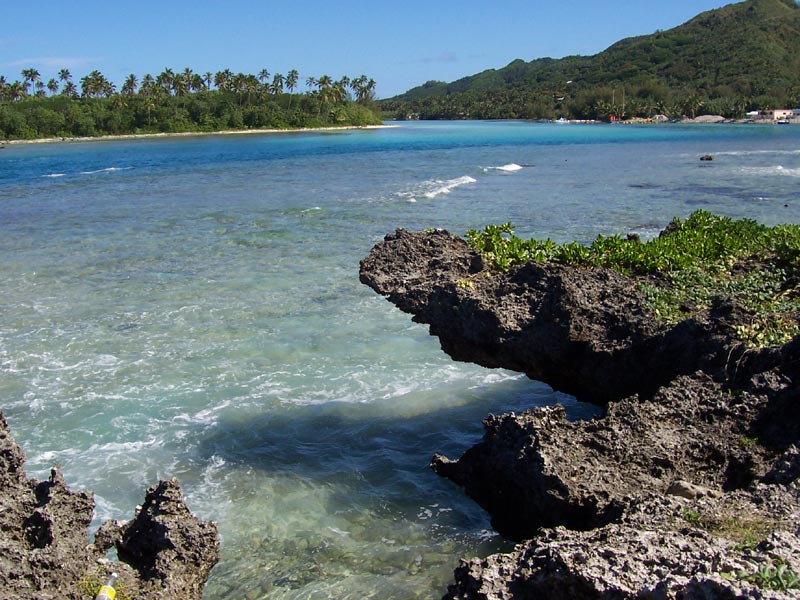
Strand auf der Insel Rarotonga

Ozeanien (15)
- Neuseeland (seit 1993)
- Australien (seit 1994)
- Nauru (seit 1994)
- Papua-Neuguinea (seit 1995)
- Fidschi (seit 1998)
- Kiribati (seit 2013)
- Marshallinseln (seit 2013)
- Niue (seit 2013)
- Palau (seit 2013)
- Samoa (seit 2013)
- Salomonen (seit 2013)
- Tuvalu (seit 2013)
- Vanuatu (seit 2013)
- Föderierte Staaten von Mikronesien (seit 2014)
- Tonga (seit 2014)

Europa (18)
- Portugal (seit 1995)
- Bosnien und Herzegowina (seit 1996)
- Norwegen (seit 1998)
- Spanien (seit 1998)
- Heiliger Stuhl (seit 1999)
- Frankreich (seit 2000)
- Deutschland (seit 2001)
- Italien (seit 2002)
- Belgien (seit 2005)
- Schweiz (seit 2005)
- Türkei (seit 2008)
- Tschechien (seit 2008)
- Niederlande (seit 2011)
- Kosovo (seit 2015)
- Malta (seit 2017)
- Island (seit 2017)
- Estland (seit 2018)
- Griechenland (seit 2018)

Asien (12)
- Malaysia (seit 1992)
- Iran (seit 1996)
- Volksrepublik China (seit 1997)
- Indien (seit 1998)
- Osttimor (seit 2002)
- Thailand (seit 2005)
- Israel (seit 2008)
- Japan (seit 2011)
- Philippinen (seit 2011)
- Singapur (seit 2012)
- Südkorea (seit 2013)
- Vereinigte Arabische Emirate (seit 2018)

Amerika (6)
- Kuba (seit 2002)
- Jamaika (seit 2003)
- Brasilien (seit 2015)
- Chile (seit 2016)
- Peru (seit 2017)
- Antigua und Barbuda (seit 2017)

Afrika (1)
- Südafrika (seit 1996)

## Wirtschaft
| Wirtschaftsdaten Cookinseln | Wirtschaftsdaten Cookinseln    | Wirtschaftsdaten Cookinseln                | Wirtschaftsdaten Cookinseln         | Wirtschaftsdaten Cookinseln | Wirtschaftsdaten Cookinseln | Wirtschaftsdaten Cookinseln |
| Parameter                   | Primärer Sektor (Urproduktion) | Sekundärer Sektor (Verarbeitendes Gewerbe) | Tertiärer Sektor (Dienstleistungen) | Gesamt                      | Bezugsjahr                  | Quellen                     |
| --------------------------- | ------------------------------ | ------------------------------------------ | ----------------------------------- | --------------------------- | --------------------------- | --------------------------- |
| Anteil am BIP               | 2,4 %                          | 07,9 %                                     | 78,7 %                              | 356.787.000 (USD)           | 2019                        | [ 29 ] [ 30 ]               |
| Anteil an Erwerbstätigen    | 2,6 %                          | 11,5 %                                     | 85,9 %                              | 7.954                       | 2019                        | [ 31 ] [ 32 ]               |

### Primärer Sektor
Die Landwirtschaft der Cookinseln besteht überwiegend aus tropischem Feldbau. Dieser ist nur zum Teil marktorientiert. Dies gilt vor allem für den Anbau von Papaya, Paprika, Melonen sowie den Bananen- und Kokospalmenanbau. Marktorientierte Anbaufrüchte sind Orangen, Gemüse (Tomaten, Peperoni und Zucchini) und Ananas. Auf der restlichen landwirtschaftlichen Nutzfläche wird überwiegend Taro-Anbau (in Nassbeeten) betrieben. Auf Rarotonga sind auch aufgegebene Felder keine Seltenheit.
Wichtig ist die Fischereiwirtschaft, die für etwa 50 % der Exporte sorgt.

### Sekundärer Sektor
Die wichtigsten Bereiche des Verarbeitenden Gewerbes sind Obstverarbeitung, Textilwirtschaft und Kunsthandwerk.

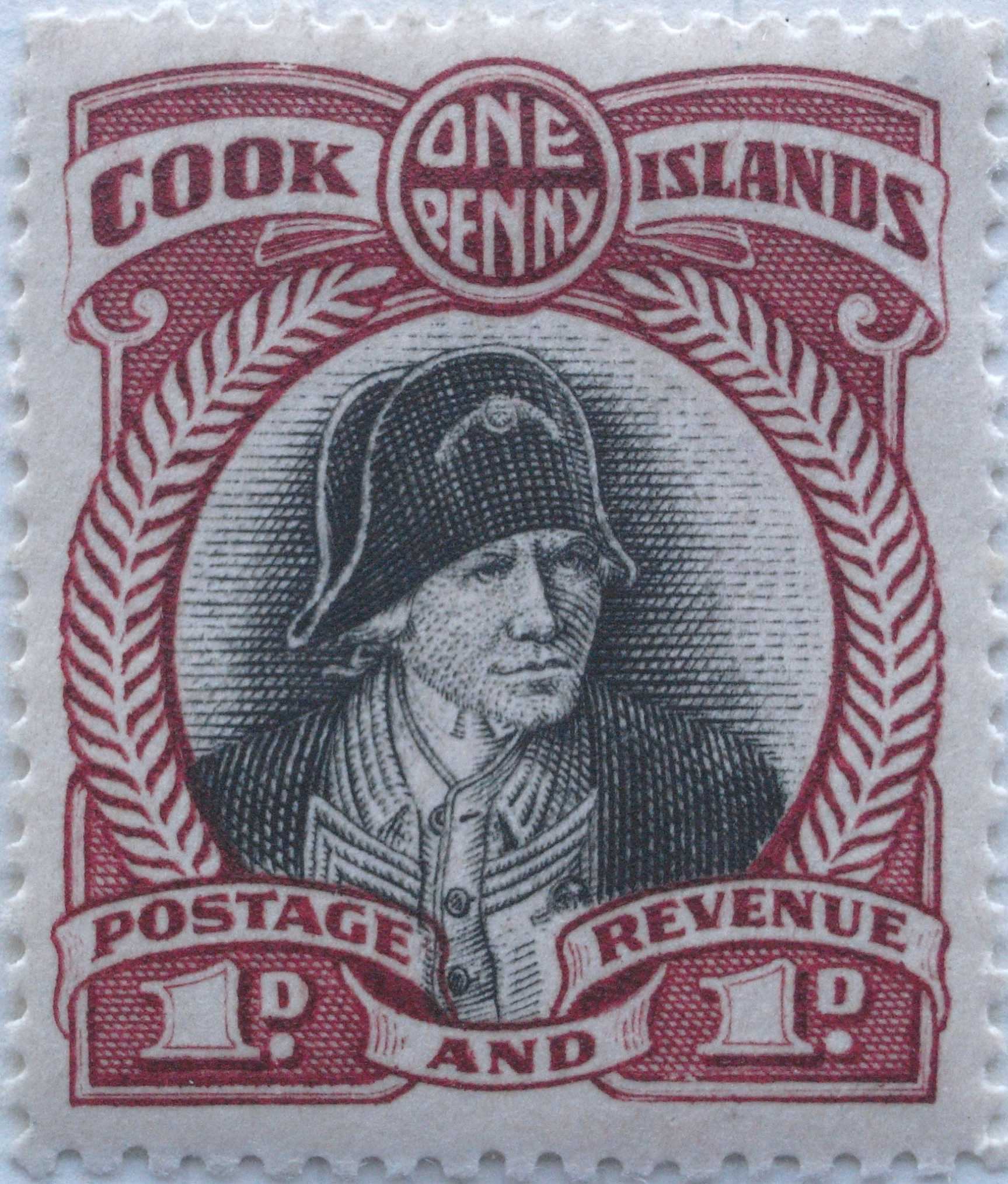
Briefmarke

### Tertiärer Sektor

#### Tourismus
Die Touristikbranche erwirtschaftet ca. 67 % des BIP.

#### Finanzwirtschaft
Die Cookinseln, deren Finanz- und Steuergesetze 1981 unter wesentlicher Beteiligung US-amerikanischer Wirtschaftsanwälte entworfen wurden, stehen seit einiger Zeit unter zunehmender Kritik, denn seit einigen Jahren wächst die Bedeutung des Landes als Standort für auf Offshore-Geschäfte spezialisierte Finanzunternehmen rapide an. Mehreren auf den Inseln angesiedelten Banken wird vorgeworfen, gezielt um Steuerflüchtlinge zu werben und sich dabei um rechtliche und moralische Vorbehalte nicht zu kümmern. Da die Inseln ein souveräner Staat sind, der keine entsprechenden Abkommen mit anderen Nationen unterzeichnet hat, sind legal wie illegal erworbene Gelder, die auf den Inseln angelegt werden, vor dem Zugriff Dritter geschützt; auch Auskünfte werden in der Regel nicht erteilt. Dies macht die Inseln attraktiv insbesondere für Anleger aus den USA und Kanada, die beide keine diplomatischen Beziehungen zu ihnen unterhalten. Hierauf beruht der Spitzname Crook Islands („Ganoveninseln“).
Am 28. Januar 2016 legte die EU-Kommission ein Maßnahmenpaket zur Bekämpfung von Steuerflucht vor, bei dem unter anderem die Cookinseln auf der schwarzen Liste der Steueroasen standen.

#### Verkehr
Der Flughafen Rarotonga bietet internationale Flüge nach Tahiti, Australien, Neuseeland und die USA an.

#### Medienwirtschaft
Die Zeitungen der Cook-Inseln schreiben üblicherweise in englischer Sprache. Die Cook Islands News erscheinen seit 1945 und waren bis 1989 in staatlichem Besitz.

## Sport

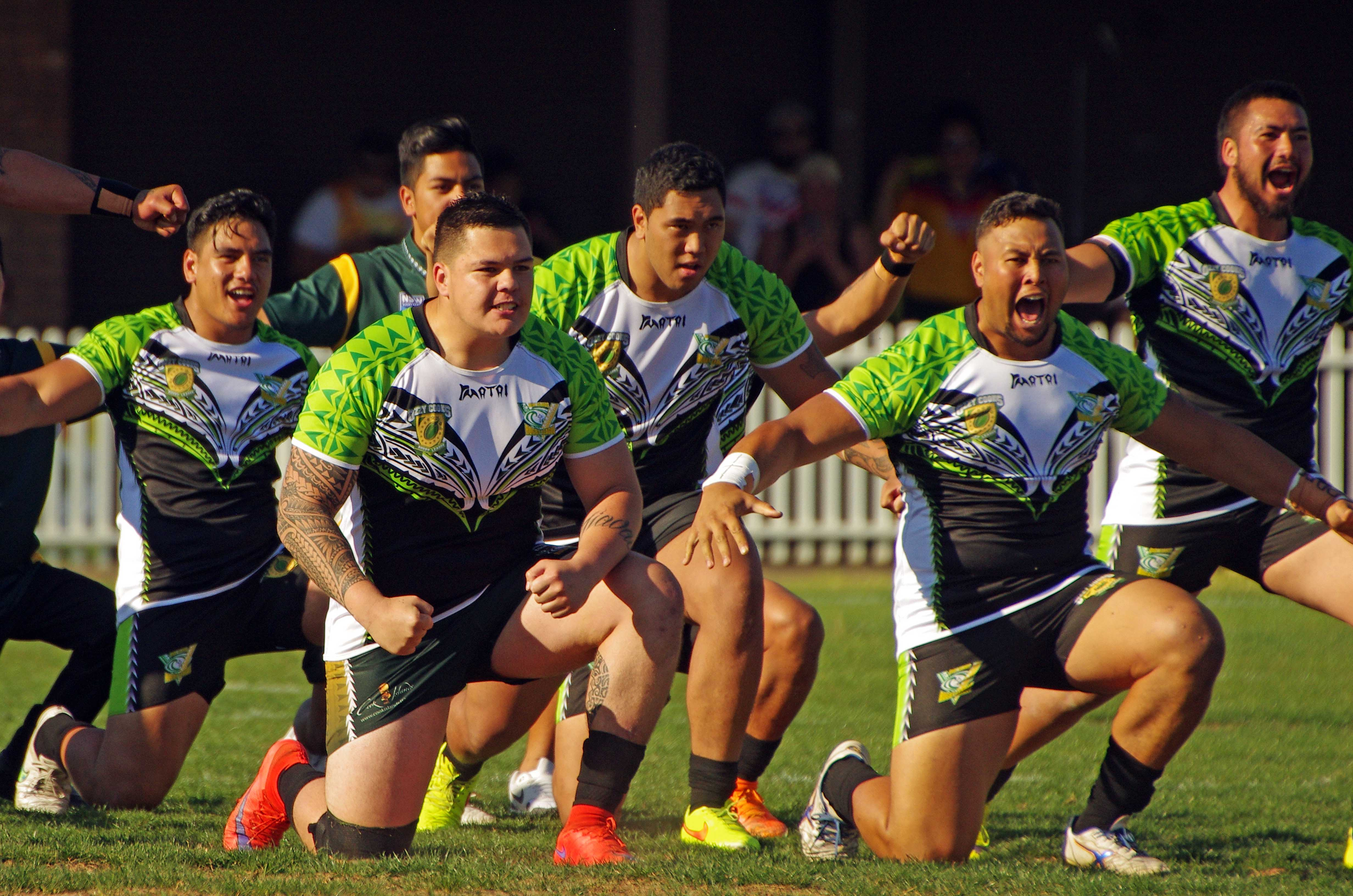
Haka der Cookinseln vor dem Spiel gegen Niue, 2015

Rugby League ist der beliebteste Sport auf den Cookinseln und gilt als Nationalsport. Danach folgen Rugby Union und Fußball sowie bei den Frauen Netball.
Rugby Union wurde von Neuseeländern auf die Cookinseln gebracht und war, wie in den meisten Inselstaaten des Pazifiks, seit dem Beginn des 20. Jahrhunderts der beliebteste Sport der Cookinseln. Die Nationalmannschaft spielte bisher jedoch nur gegen „kleinere“ Nationalmannschaften und qualifizierte sich noch nicht für eine Rugby-Union-Weltmeisterschaft. Dagegen gelang die Qualifikation für die Junior World Rugby Trophy 2008.
Rugby League überflügelte Rugby Union als beliebteste Sportart und gilt heute als Nationalsport des Inselstaates. Die Nationalmannschaft qualifizierte sich bisher für drei Rugby-League-Weltmeisterschaften (2000, 2013 und 2021).
Fußball wird ebenfalls auf den Cookinseln gespielt und die Fußballnationalmannschaft bestreitet vor allem Länderspiele gegen die kleineren Inselstaaten des Pazifiks. Die Qualifikation für eine Fußball-Weltmeisterschaft gelang ihnen noch nicht. An der Fußball-Ozeanienmeisterschaft nahm man bisher zweimal teil (1998 und 2000).
Wie in anderen Ländern des Commonwealth ist Netball ebenfalls beliebt und die Nationalmannschaft nahm an sechs Netball-Weltmeisterschaften teil. Bei den Pazifikspielen gewann man zweimal Gold (1966 und 1991) und bei den Mini-Pazifikspielen gar fünfmal (1981, 1985, 1989, 1993 und 1997).
Wie in anderen pazifischen Inselstaaten wird auf den Cookinseln eine traditionelle einheimische Variante des Crickets gespielt.